# Anupam Sarkar
Anupam Sarkar (Calcutta, 26 aprile 1985) è un ex calciatore indiano, di ruolo centrocampista.

## Carriera

### Club
Ad eccezione di 4 presenze nella seconda divisione georgiana con l'Adeli nel 2015, ha sempre giocato nella prima divisione indiana.

### Nazionale
Ha giocato 3 partite nella nazionale indiana.

## Statistiche

### Presenze e reti nei club
| Stagione      | Club          | Campionato    | Campionato | Campionato | Coppe nazionali | Coppe nazionali | Coppe nazionali | Coppe continentali | Coppe continentali | Coppe continentali | Supercoppe | Supercoppe | Supercoppe | Totale | Totale |
| Stagione      | Club          | Comp          | Pres       | Reti       | Comp            | Pres            | Reti            | Comp               | Pres               | Reti               | Comp       | Pres       | Reti       | Pres   | Reti   |
| ------------- | ------------- | ------------- | ---------- | ---------- | --------------- | --------------- | --------------- | ------------------ | ------------------ | ------------------ | ---------- | ---------- | ---------- | ------ | ------ |
| 2012-2013     | Prayag United | IL            | 8          | 0          |                 | -               | -               |                    | -                  | -                  |            | -          | -          | 8      | 0      |
| 2013-2014     | Prayag United | IL            | 19         | 0          |                 | -               | -               |                    | -                  | -                  |            | -          | -          | 19     | 0      |
| Prayag United | Prayag United | Prayag United | 27         | 0          |                 | 0               | 0               |                    | 0                  | 0                  |            | -          | -          | 27     | 0      |
| 2014          | Pune City     | ISL           | 6          | 0          |                 | -               | -               |                    | -                  | -                  |            | -          | -          | 6      | 0      |
| 2015          | Adeli Batumi  | EL            | 4          | 0          |                 | -               | -               |                    | -                  | -                  |            | -          | -          | 4      | 0      |
| 2016          | Pune City     | ISL           | 0          | 0          |                 | -               | -               |                    | -                  | -                  |            | -          | -          | 0      | 0      |
| Pune City     | Pune City     | Pune City     | 6          | 0          |                 | 0               | 0               |                    | 0                  | 0                  |            | -          | -          | 6      | 0      |
| Totale        | Totale        | Totale        | 37         | 0          |                 | 0               | 0               |                    | 0                  | 0                  |            | -          | -          | 37     | 0      |

### Cronologia presenze e reti in nazionale
| Cronologia completa delle presenze e delle reti in nazionale ― India | Cronologia completa delle presenze e delle reti in nazionale ― India | Cronologia completa delle presenze e delle reti in nazionale ― India | Cronologia completa delle presenze e delle reti in nazionale ― India | Cronologia completa delle presenze e delle reti in nazionale ― India | Cronologia completa delle presenze e delle reti in nazionale ― India | Cronologia completa delle presenze e delle reti in nazionale ― India | Cronologia completa delle presenze e delle reti in nazionale ― India |
| Data                                                                 | Città                                                                | In casa                                                              | Risultato                                                            | Ospiti                                                               | Competizione                                                         | Reti                                                                 | Note                                                                 |
| -------------------------------------------------------------------- | -------------------------------------------------------------------- | -------------------------------------------------------------------- | -------------------------------------------------------------------- | -------------------------------------------------------------------- | -------------------------------------------------------------------- | -------------------------------------------------------------------- | -------------------------------------------------------------------- |
| 06-09-2006                                                           | Kolkata                                                              | India                                                                | 0 – 3                                                                | Arabia Saudita                                                       | Qual. Coppa d'Asia 2007                                              | -                                                                    | 86’                                                                  |
| 11-10-2006                                                           | Jeddah                                                               | Arabia Saudita                                                       | 7 – 1                                                                | India                                                                | Qual. Coppa d'Asia 2007                                              | -                                                                    |                                                                      |
| 15-11-2006                                                           | Bangalore                                                            | India                                                                | 0 – 3                                                                | Giappone                                                             | Qual. Coppa d'Asia 2007                                              | -                                                                    | 34’, 14’                                                             |
| Totale                                                               |                                                                      | Presenze                                                             | 3                                                                    |                                                                      | Reti                                                                 | 0                                                                    |                                                                      |

## Palmarès

### Club

#### Competizioni nazionali
- Coppa della Federazione indiana: 2

East Bengal: 2007, 2009
- Indian Super Cup: 1

East Bengal: 2006
- IFA Shield: 1

Prayag United: 2013